# (12423) Slotin
(12423) Slotin (1995 UQ16) – planetoida z pasa głównego asteroid okrążająca Słońce w ciągu 4,15 lat w średniej odległości 2,58 j.a. Odkryta 17 października 1995 roku.